# نعمة (فلم)
نعمة فيلم كوميدي مصري من إنتاج سنة 2016. الفيلم من إخراج طوني نبيه، وتأليف مصطفى حمدي، وإنتاج إبتسام المكي، ومن بطولة إبتسام المكي، ومحمد نجاتي، ونهال عنبر، وندى عادل، ومجدي إدريس.

## طاقم التمثيل
- إبتسام المكي
- محمد نجاتي
- نهال عنبر
- ندى عادل
- مجدي إدريس
- أحمد كرارة
- إيمان السيد
- محمود الحسيني
- عبد الله مشرف
- خالد عمر
- محمد حسام

## الإنتاج
- كتب مصطفى حمدي  قصة وسيناريو الفيلم، وكان الفيلم من إخراج طوني نبيه..المنتج إبتسام المكي....